# Coupe latine de rink hockey 2000
Navigation
Coupe latine de rink hockey 1999 Coupe latine de rink hockey 2001
La Coupe latine de rink hockey 2000 est la 18e édition de la compétition organisée par le Comité européen de rink hockey. Cette édition a lieu à Ponta Delgada, au Portugal du 11 mars au 12 mars 2000. L’Espagne remporte pour la septième fois ce tournoi.

## Déroulement
Les quatre équipes s'affrontent sous la forme d'un tournoi à élimination directe.

## Classement et résultats
|  | Demi-finales | Demi-finales |          |   | Finale | Finale |
|  | Demi-finales | Demi-finales |          |   | Finale | Finale |
|  |              |              |          |   |        |        |
|  |              |              |          |   |        |        |
|  |              |              |          |   |        |        |
|  | Portugal     | 5            |          |   |        |        |
|  | Portugal     | 5            |          |   |        |        |
|  | France       | 3            |          |   |        |        |
|  | France       | 3            | Portugal | 1 |        |        |
|  |              |              | Portugal | 1 |        |        |
|  |              | Espagne      | 4        |   |        |        |
|  | Italie       | Espagne      | 4        | 1 |        |        |
|  | Italie       |              |          | 1 |        |        |
|  | Espagne      | 4            |          |   |        |        |
|  | Espagne      | 4            | 3e place |   |        |        |
|  |              |              |          |   |        |        |
|  |              |              |          |   |        |        |
|  |              |              |          |   |        |        |
|  | Italie       | 3            |          |   |        |        |
|  | Italie       | 3            |          |   |        |        |
|  | France       | 2            |          |   |        |        |
|  | France       | 2            |          |   |        |        |

## Sources
- (pt) Cet article est partiellement ou en totalité issu de l’article de Wikipédia en portugais intitulé « Taça Latina de 2000 » (voir la liste des auteurs).